# 金哲洙 (政治家)
金 哲洙（キム・チョルス、朝鮮語: 김철수）は、朝鮮民主主義人民共和国の政治家。採取工業相、朝鮮労働党中央委員会委員候補。国家資源開発相などを歴任した。

## 経歴
出生地や生年月日は不明。国家資源開発省局長を経て、2019年3月に実施された最高人民会議第14期代議員選挙で代議員に選出され、4月10日に開催された朝鮮労働党中央委員会第7期第4回総会で党中央委員会委員候補に補選された。翌4月11日に開催された最高人民会議第14期第1回会議で国家資源開発相に任命された。
2021年1月5日から開催された朝鮮労働党第8次大会で中央委員会委員候補に再選され、1月17日に開催された最高人民会議第14期第4回会議で国家資源開発相から採取工業相に転じた。